# Linas Domarackas
Linas Domarackas (ur. 24 kwietnia 1967 w Šiauliai (Szawle) na Litwie) – grafik pochodzenia litewskiego, Uprawia rysunek, grafikę, malarstwo sztalugowe, rzeźbę, płaskorzeźbę oraz formy rzeźbiarskie (amulety). Jest także autorem scenografii teatralnych. 
Mieszka na pograniczu Danii i Niemiec.
Działalność wystawową rozpoczął w 1991 roku.
Od 2007 r. członek ZPAP, członek grupy artystycznej Decentrystów (2007-2011), współtwórca Stowarzyszenia Behemoth (Serenissima) (2000), twórca Kompanii Litewskich Artystów (2007-2010), stypendysta Salonu 101 (1997,1998). Prace w kolekcjach  muzealnych i zbiorach prywatnych w Polsce, na Litwie, Niemczech, Francji, Holandii, Szwajcarii, Włoszech, Australii, na Filipinach, Kambodży, Kanadzie, Kolumbii, Wenezueli, USA, Norwegii). W kolekcjach: Władimir Aszkenazi, Paco Rabanne, T. Halika,  A. Hanuszkiewicza.

## Edukacja i kariera zawodowa
- 1974 - 1985 –  Szkoła Plastyczna w Szawle (lit: Šiauliai),
- 1986 - 1988 –  służba wojskowa w Kazachstanie jako plastyk jednostki Wojsk Obrony Przeciwlotniczej,
- 1988 - 1991 –  pracownia profesora Birute Gilyte w Wilnie (prywatne studia),
- 1991 - 1994 – Akademia Sztuk Pięknych w Warszawie,
- 1994 - 1999 – scenograf- Teatr Bückleina w Krakowie, (wybrane spektakle: "Minne", "Cantigos de Santa Maria", "Muzyka zapomnianych").   Współpraca z M. Bocheńską, S. Gołaszewskim, J.Prokopiukiem.
- 2003 - 2014 – współpraca z Teatrem Remus,
- 2010 – współpraca z brytyjską galerią Unit 24[2].
- 2014 – 2020 – rezydent artystyczny w Lipsku (Schauferter Atelier)[3], współpraca artystyczna z międzynarodową grupą G11,
- 2015 – 2018 – Teatr Dach (Lipsk) Niemcy,
- 2015 – 2018 – Spinerai (Lipsk) Niemcy,
- 2021 – Lubenau – Sprewald malarstwo wg mitologii serbo - łużyckiej,
- 2021, 2022 – współpraca z polskim artystą awangardowym J.Pijarowskim (działania performatywno - malarskie – cykl: „Selfspirit”; World Urban Art).

## Wystawy indywidualne i zbiorowe[4].
Zrealizowano ponad 100 wystaw indywidualnych i zbiorowych w wielu galeriach związanych ze sztuką współczesną w tym:
- 1982 - Galeria Sztuki Nowoczesnej, (rysunek) Tallin
- 1985 - Galeria Sztuki, (ceramika)  Śiauliai
- 1985 - Wystawa Dyplomowa, (akwarela) Śiauliai
- 1987 - Galeria im. Grekowa, (malarstwo) Moskwa
- 1992 - Filharmonia Narodowa, (grafika) Warszawa
- 1993 - Warszawski Ośrodek Kultury (grafika)
- 1997 - Dom Artysty Plastyka, (rzeźba) Warszawa
- 1999 - Teatr Rampa, (rzeźba, płaskorzeźba) Warszawa
- 2000 - Galeria Rene, E-rotyka w sztuce XIX-XX wiek, (płaskorzeźba) Warszawa
- 2003 - Galeria "Pod Dachem Nieba", (linoryty - matryce) Ciechocinek
- 2005 - Galeria "Pod Dachem Nieba", (miniatury), Międzynarodowa Wystawa, "Mężczyźni mówią o miłości" Ciechocinek
- 2005 - Galeria EL, (malarstwo), Międzynarodowa Wystawa "Światło" Elbląg

### Ważniejsze prace  i cykle prac
- 2011 - Nić Ariadny (ekspozycja w Warszawie, Londynie, Lipsku)
- 2022 - Nić Ariadny (ekspozycja i performance wraz z Teatrem Tworzenia J. Pijarowskiego w Bydgoszczy).

#### Cykle (wybór)
- "Opowieści Szeherezady"
- "Judaizm, Chrześcijaństwo, Islam" (od 2005)
- "Twarze z ulicy" (od 2005)
- "Maski" (od 2006)
- "Kapelusze" (od 2006)
- "Modelki"
- "Selfspirit"

#### Plakaty (wybór)
- 1994 La Scala, Mediolan,spektakl "Emigranci"
- 1996 Teatr Bückleina, Kraków, Misterium "Minne"
- 1997 IV Międzynarodowy Festywal Teatrów Ogródkowych, Warszawa
- 2001 Teatr Montownia, Warszawa, Spektakl "McQichote"- projekt
- 2001 Festiwal Współczesnej Muzyki Litewskiej, Zamek Ujazdowski, Laboratorium, Warszawa
- 2004 Spektakl "Miłość do trzech pomarańczy", reż.Igor Gorzkowski, Warszawa
- 2004 Monodram "Noc Szecherezady", reż. Natalia Bobińska
- 2004 Olsztyńska Trzydniówka Teatralna, Olsztyn
- 2006 Festiwal Teatralny, Edinborough

## Działania Urban Art
- 2007 – „Anioł” – Zamek w Toruniu
- 2009 – Mural „Szczudlarze” (ul. Brzeska – Warszawa);
- 2010 – Projekt Park Praski – „Aleja Świętych Patronów” (ul. Stalowa – Warszawa)[5].;

„Aleja Świętych Patronów” (fragment działań plastycznych w przestrzeni miejskiej)

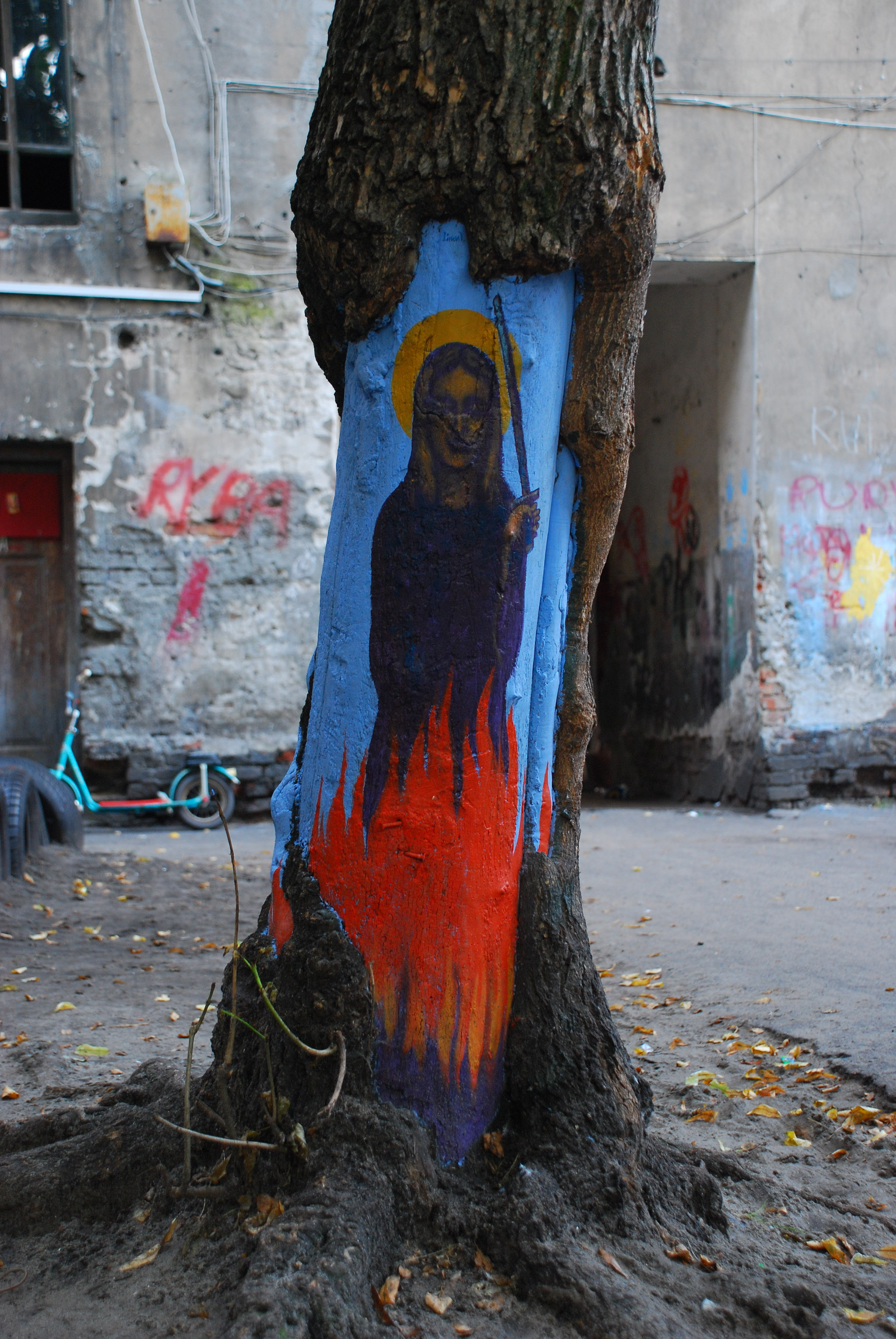
„Aleja Świętych Patronów” - fragment
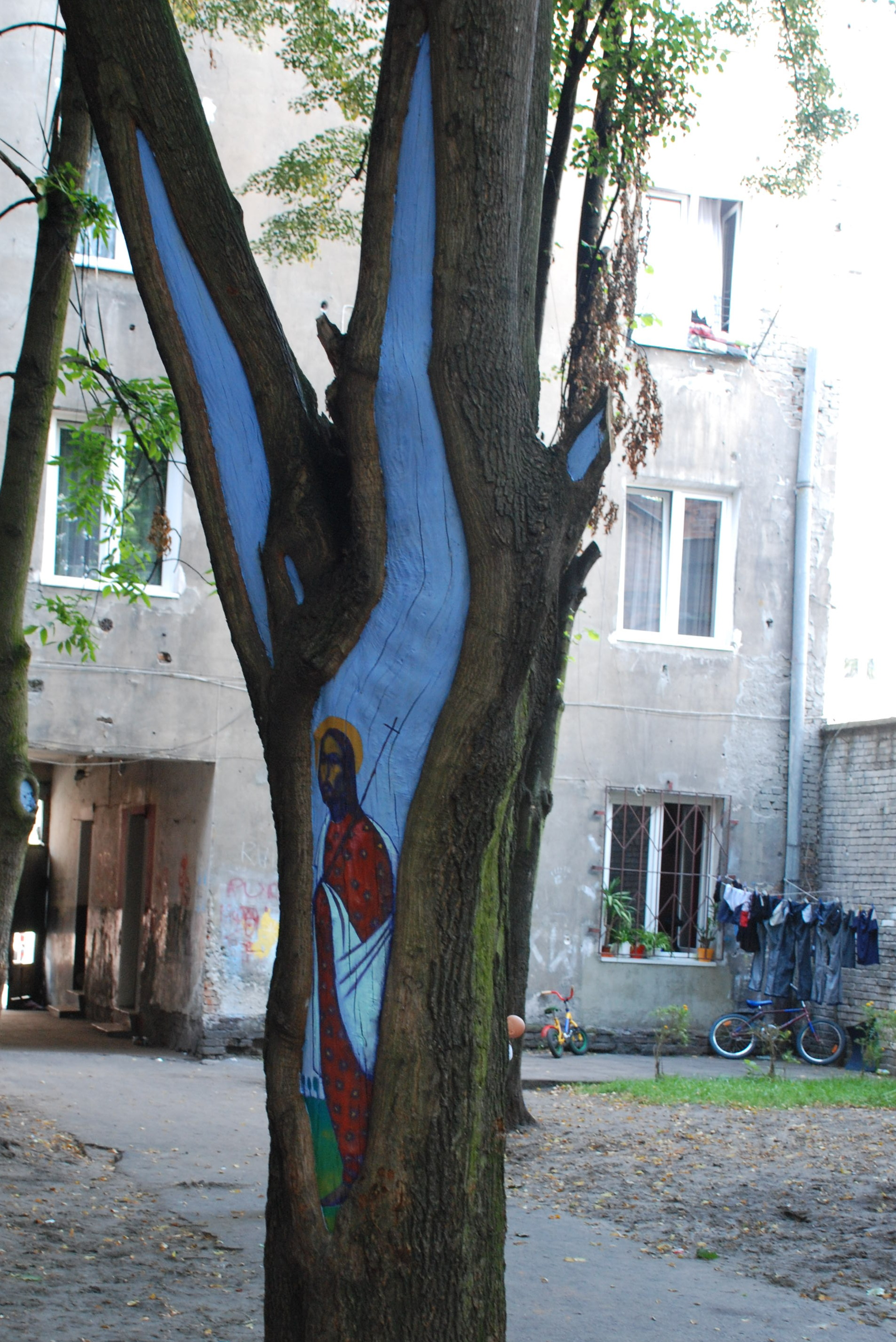
„Aleja Świętych Patronów” - fragment
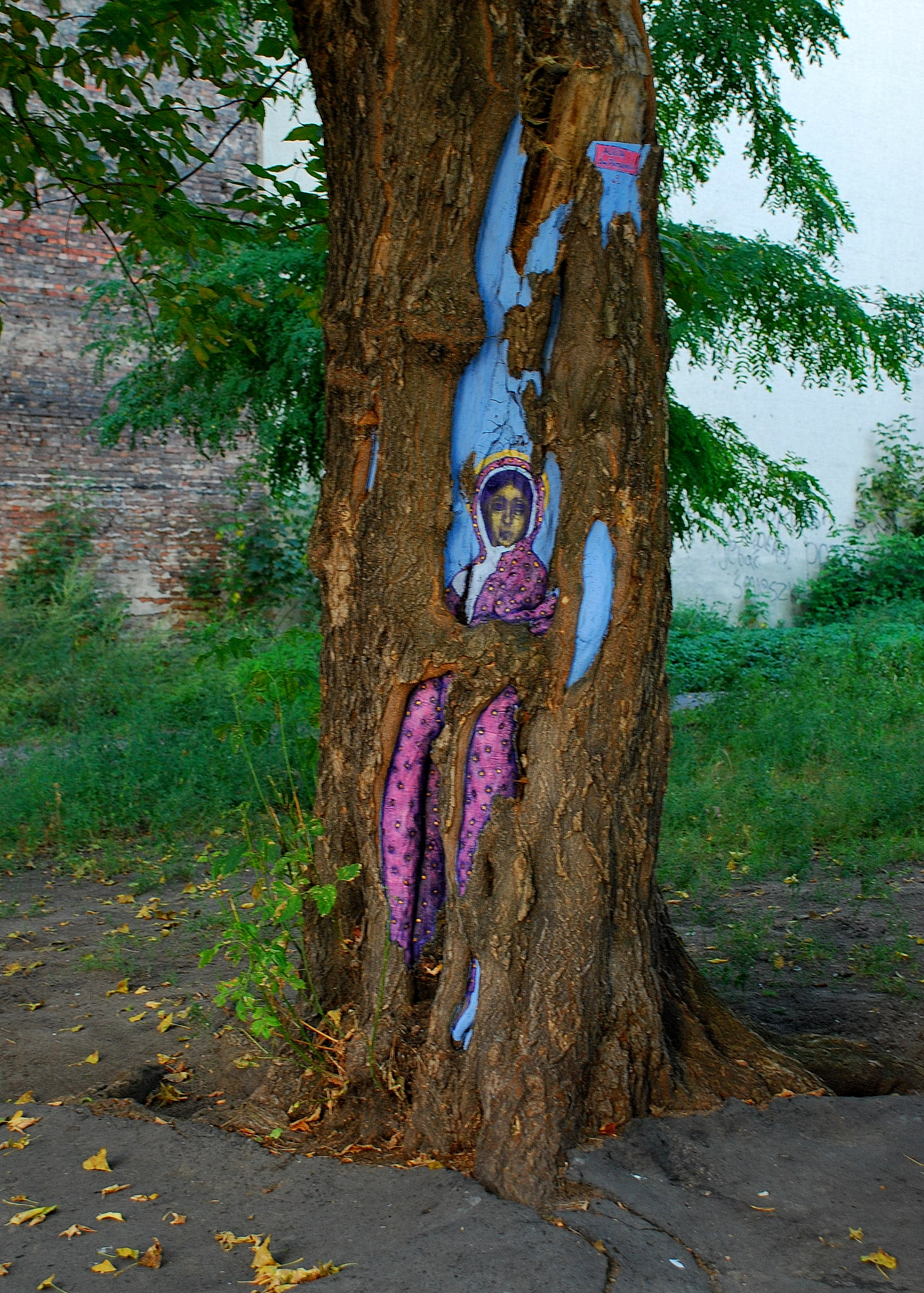
„Aleja Świętych Patronów” - fragment
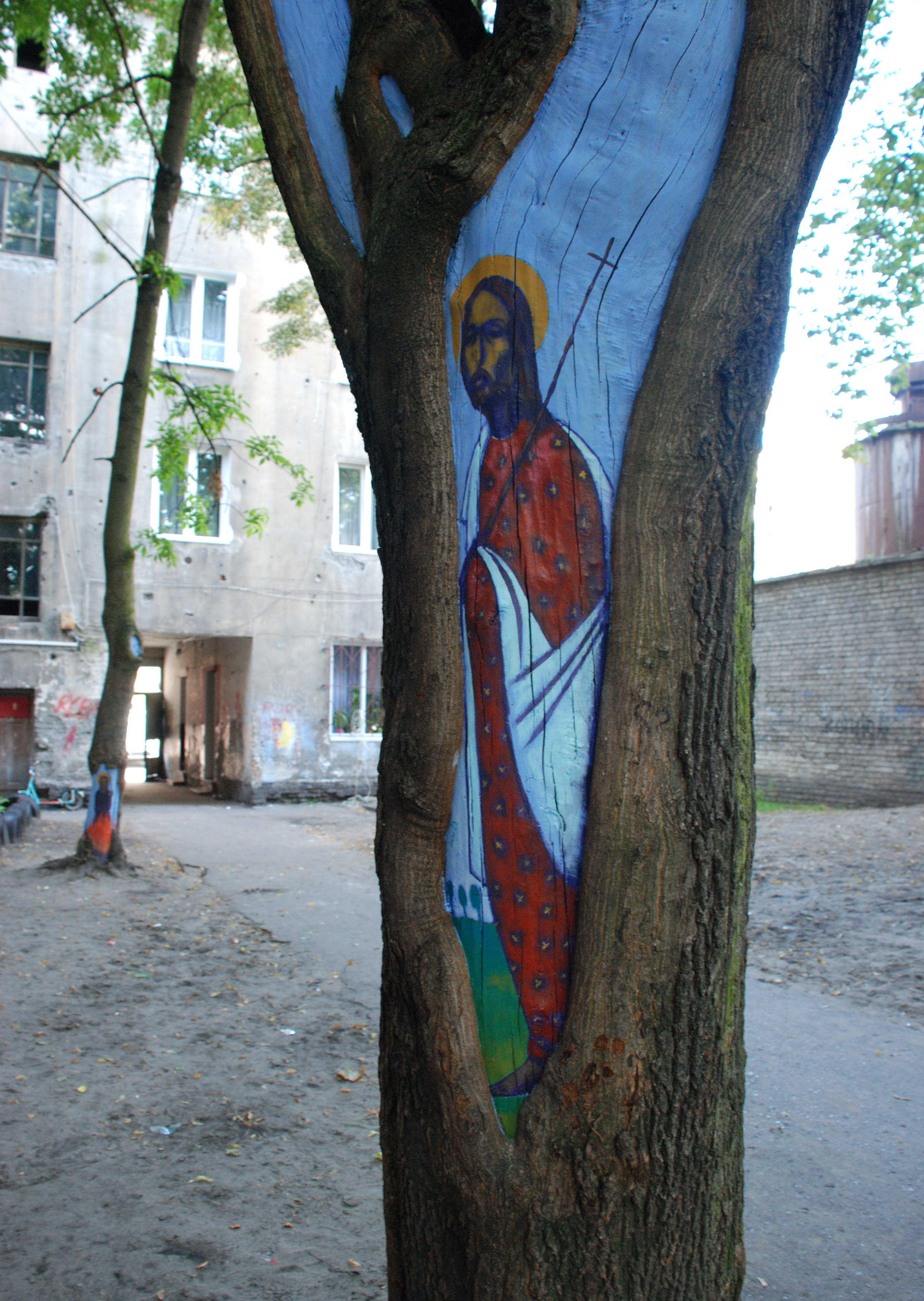
„Aleja Świętych Patronów” - fragment
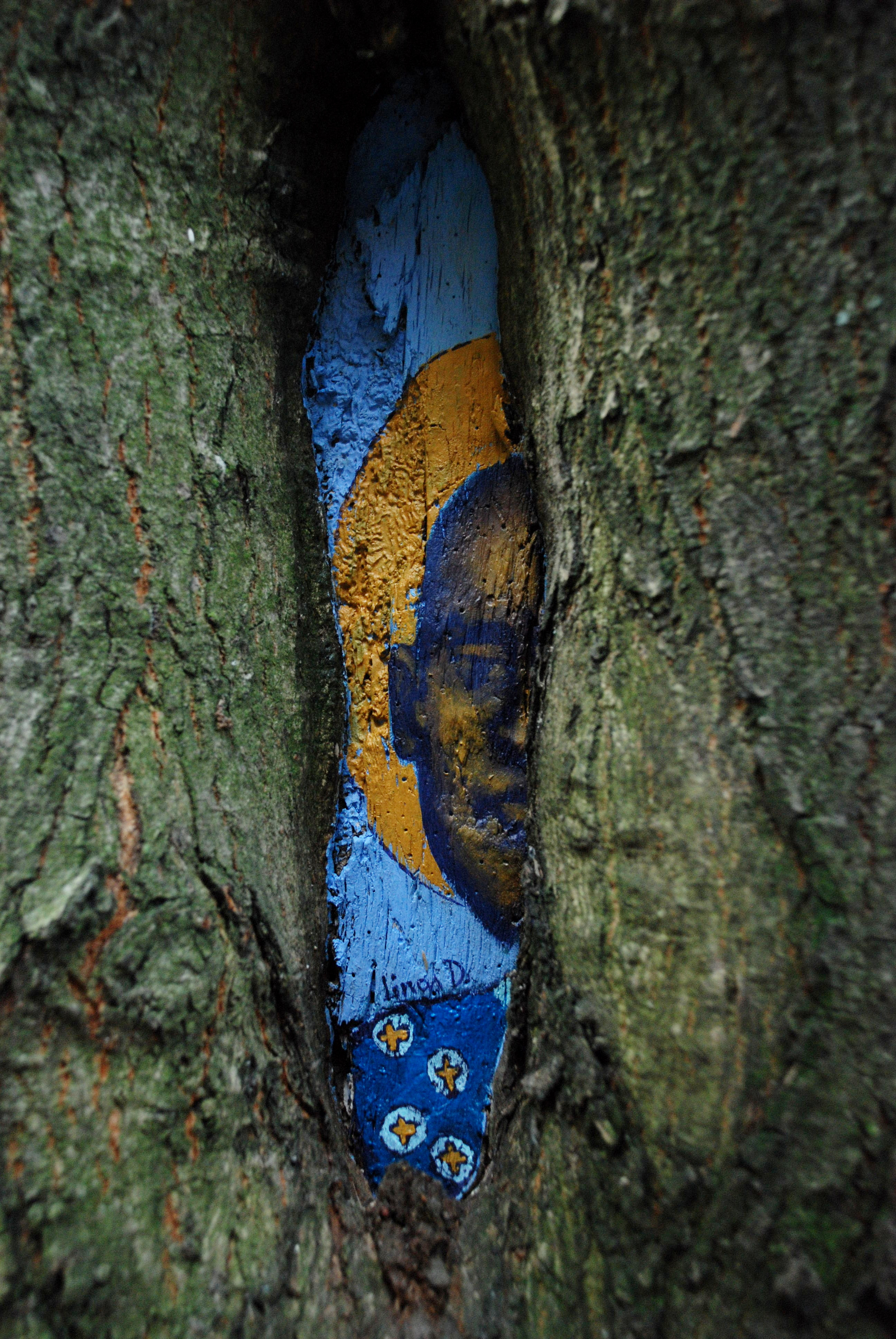
„Aleja Świętych Patronów” - fragment
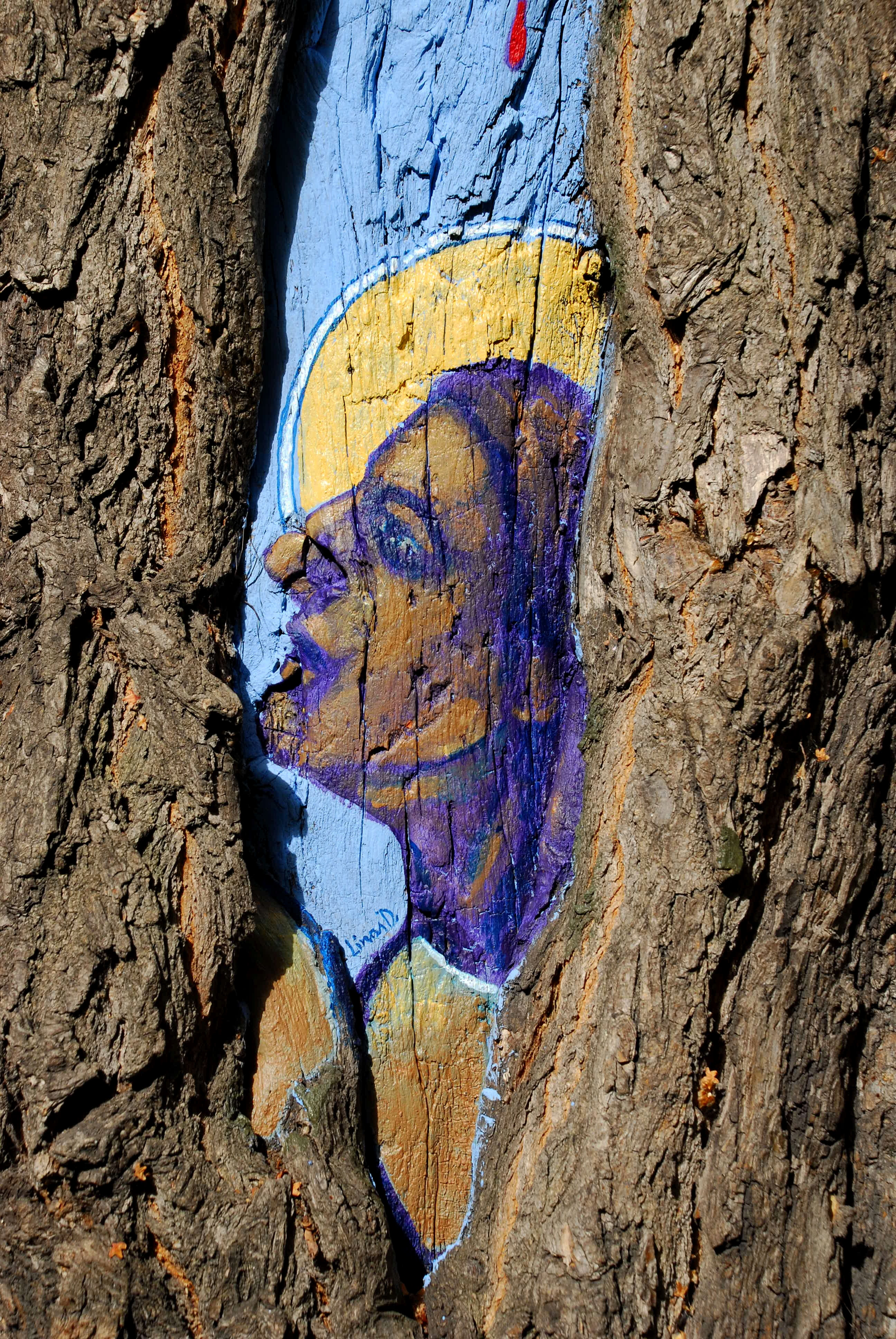
„Aleja Świętych Patronów” - fragment
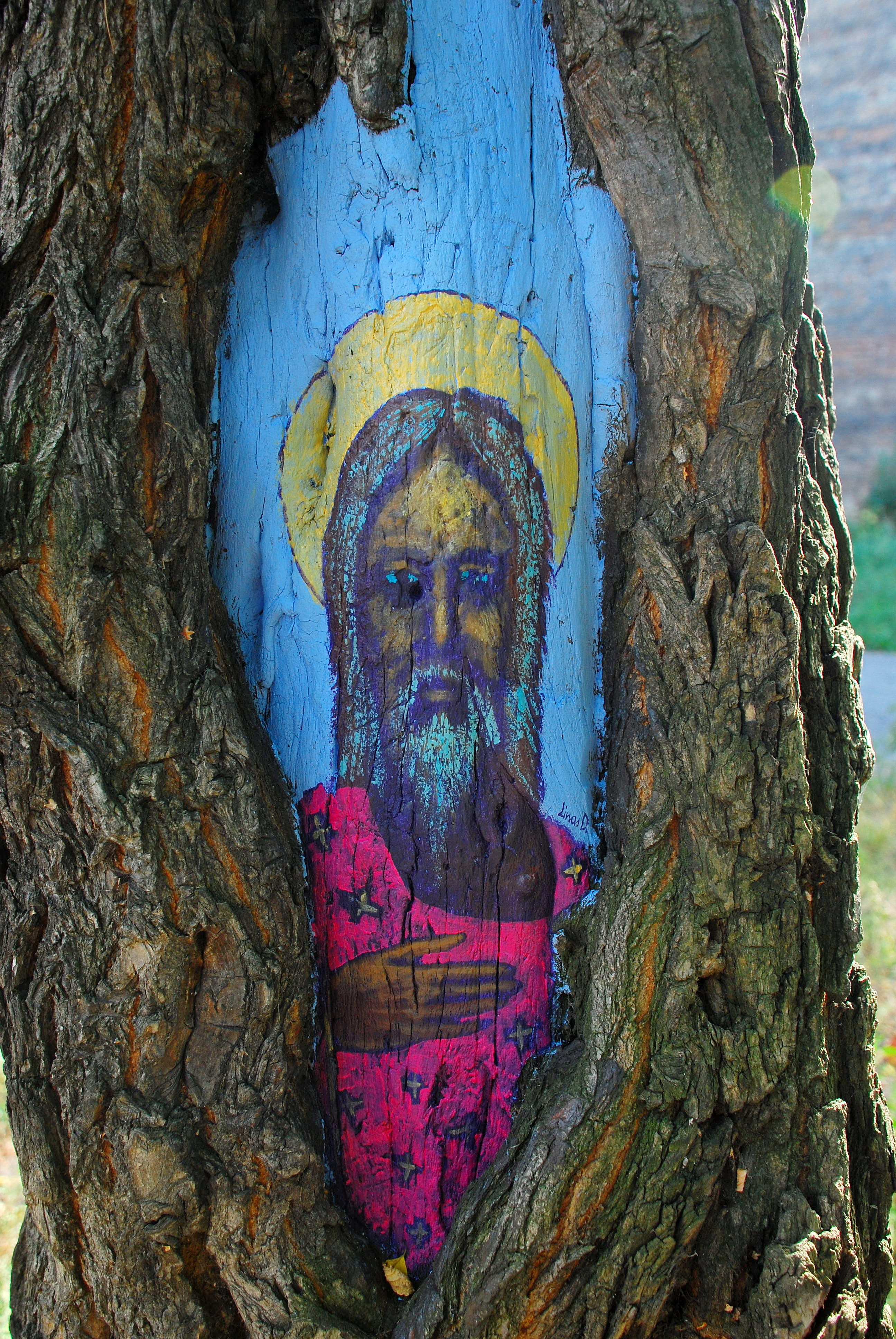
„Aleja Świętych Patronów” - fragment
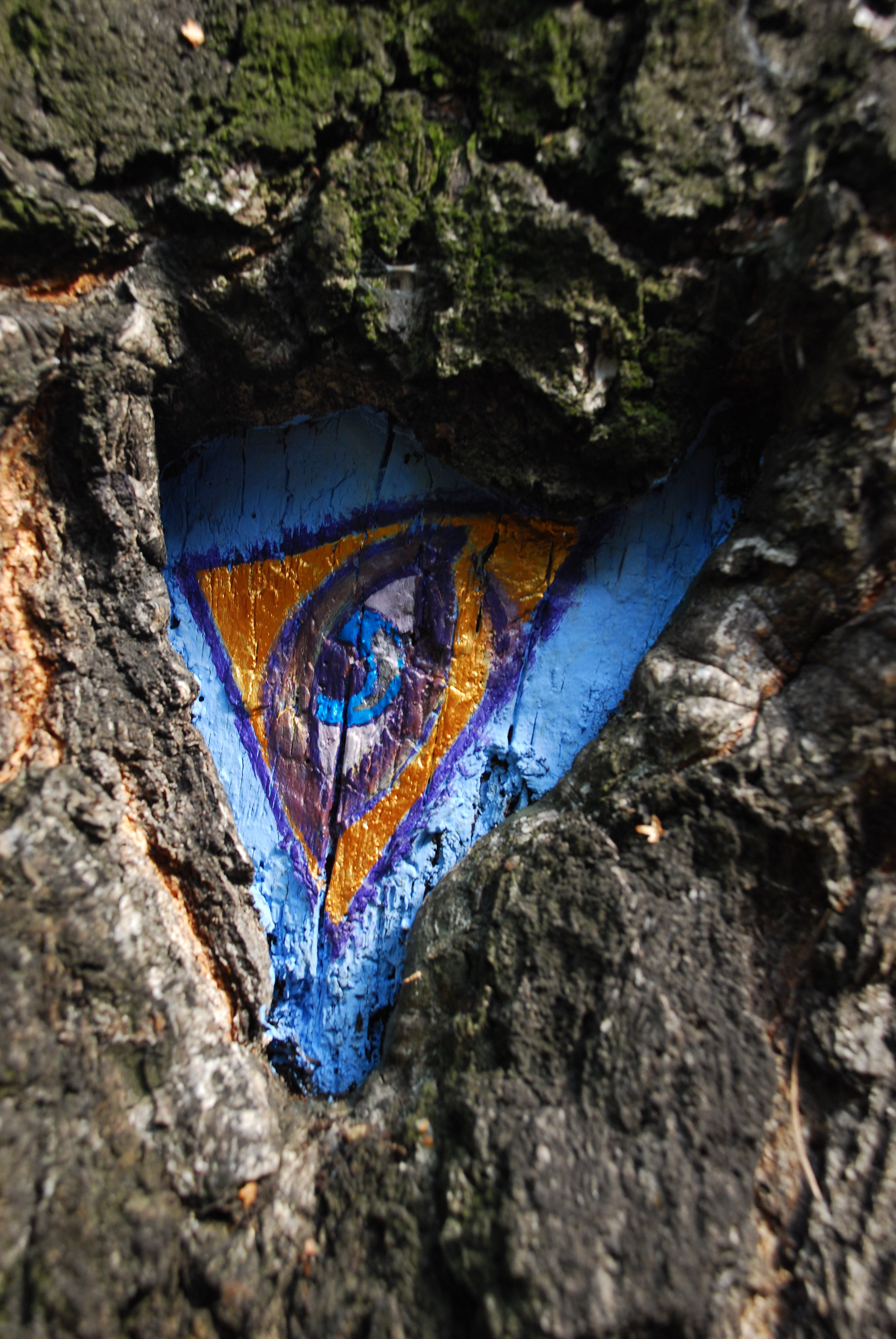
„Aleja Świętych Patronów” - fragment
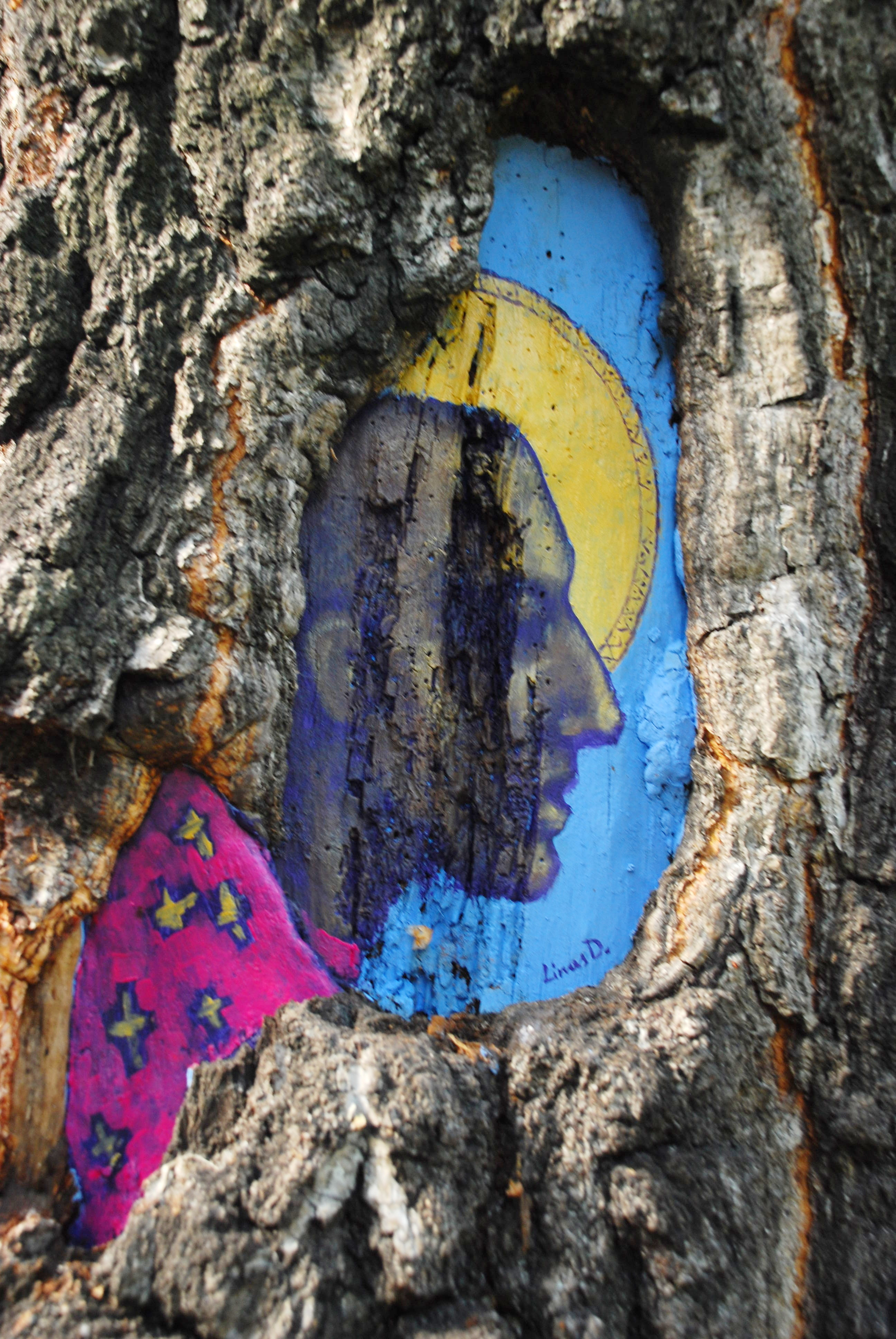
„Aleja Świętych Patronów” - fragment

- 2010 – „Anioły Stróże” (ul. Targowa 62 – Warszawa);
- 2011 – Projekt „Flaga” (ul. Wileńska – Warszawa)[6].

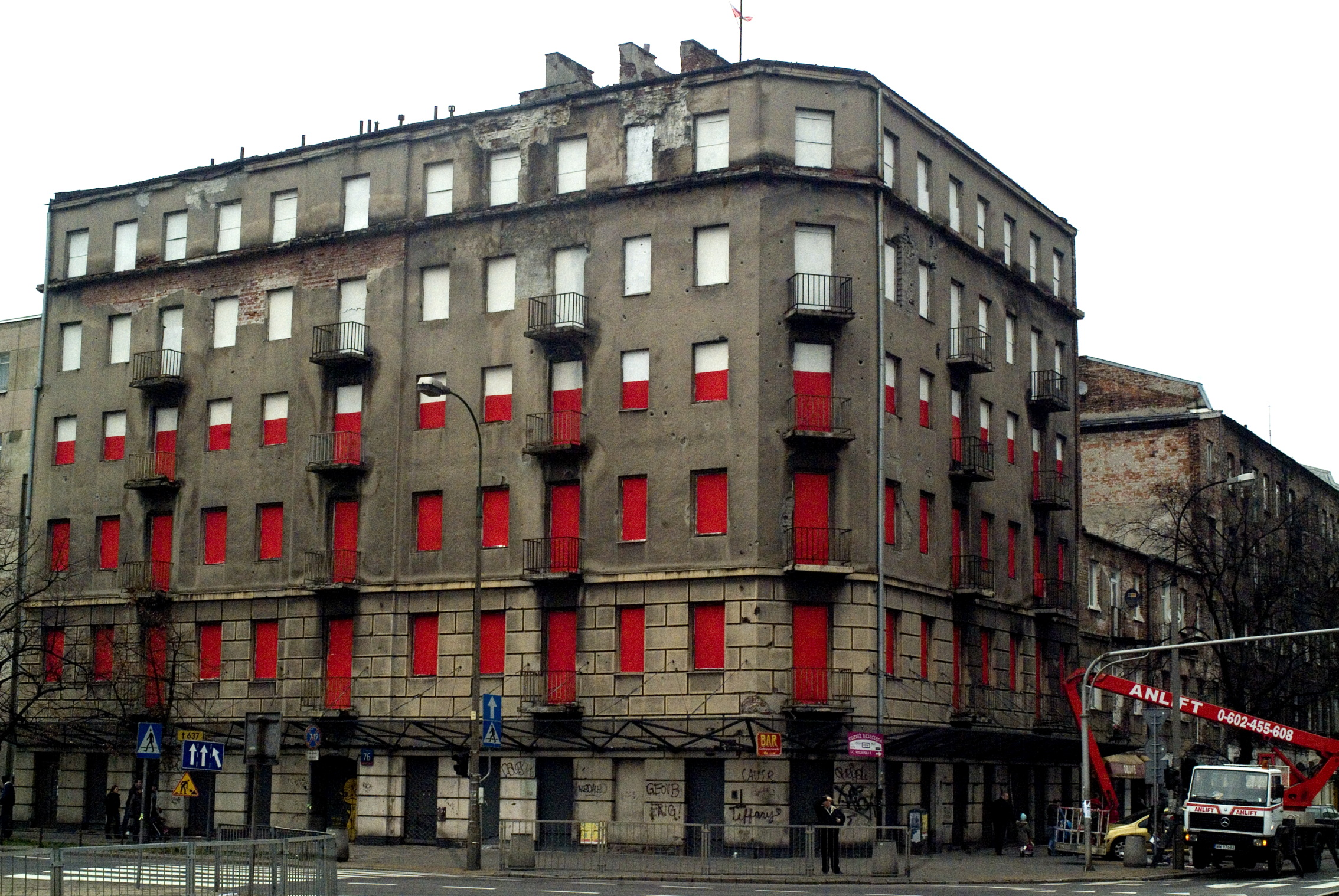
Projekt „Flaga" - Warszawa
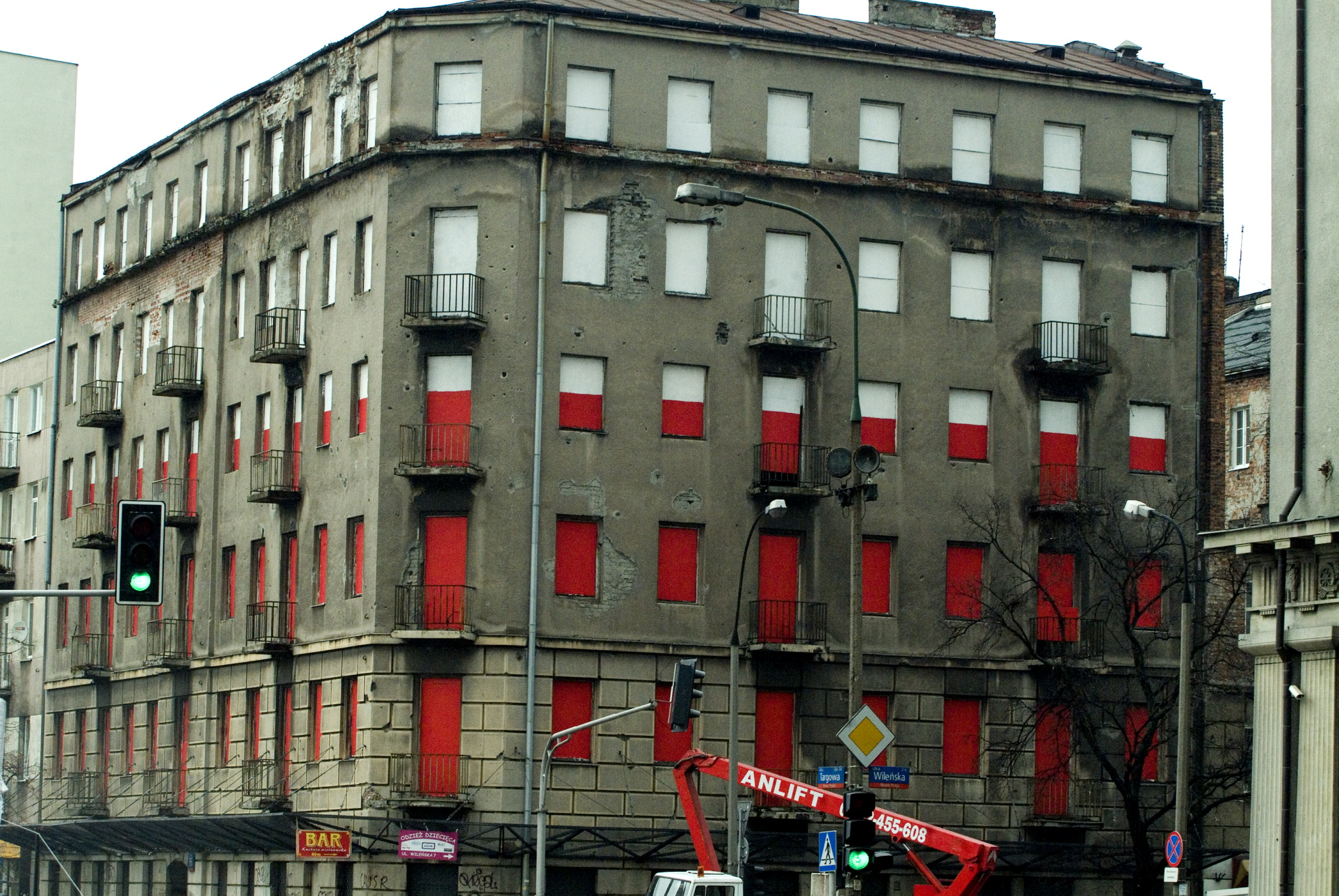
Projekt „Flaga" - Warszawa

- 2011 – otwarta przestrzeń – Galeria Multimedialna Fasada (Warszawa)
- 2012 – „Pracownia artysty” (mural z portretami mieszkańców); (ul. Brzeska – Warszawa)
- 2012 – Centrum Kultury i Współpracy Międzynarodowej „Światowid" w Galerii Nobilis, "Teatr na płasko", Elbląg
- 2013 – „Król Żmiji (Schlangekonig)” wg. bajek serbsko - łużyckich – (Sprewald-Lubenau – Niemcy)
- 2016 – Zielona galeria - Warszawa[7].

### Ciekawostki
- Malowidło ścienne Linasa Domarackasa “Szczudlarze” na elewacji kamienicy przy ulicy Stalowej 37 w Warszawie, oraz jego konserwacja stała się głównym tematem pracy teoretycznej mgr Karoliny Mikuły, obronionej na Wydziale Konserwacji i Restauracji Dzieł Sztuki Akademii Sztuk Pięknych w Warszawie, pod kierunkiem dr hab. Tytusa Sawickiego, prof. ASP; oraz otrzymała wyróżnienie honorowe w konkursie im. prof. Jana Zachwatowicza w 2021 r.[8]
- W 2023 roku ukazał się cyfrowy album muzyczny Teatru Tworzenia J.Pijarowskiego zatytułowany Forbidden Archaeology (Opus 1,1); na którym to artysta gościnnie udzielił swego głosu.

## Filmografia
- „Po drugiej stronie miasta” – film dokumentalny w reżyserii Krzysztofa Kownasa i Grzegorza Czerniaka[9].
- „Przeprowadzki” - epizodyczna rola w serialu (sezon 1)[10].

### Scenografia filmowa
- „PAS DE DEUX” - scenografia do filmu[11].

## Nagrody i wyróżnienia
- 1987 - Galeria Grekowa – Moskwa
- 1993 – Festiwal Chopin w grafice i exlibrisie – Warszawa – wyróżnienie